# Megaleruca placida
Megaleruca placida is een keversoort uit de familie bladkevers (Chrysomelidae). De wetenschappelijke naam van de soort werd in 1955 gepubliceerd door Gilbert Ernest Bryant.